# 斜三基地
斜三基地是位於中華人民共和國上海市黃浦區打浦桥街道的打浦桥以西、瑞金南路以东、卢湾中学以北的地塊，該地塊上有一個名為海華花園的住宅樓和海興廣場的建築。

## 歷史
斜三基地原本是一塊棚户区。當地人口密集、污染严重，被上海市人民政府列为七五期间23片旧区改造基地之一。不過改造成本大。20世纪90年代初，盧灣區當局打算通过土地批租引入社会资金對斜三基地开展舊區改造。
1992年1月，由香港中国海外发展有限公司出资2300万美元拿下了斜三地塊。

## 海華花園
海華花園是高層住宅。海華花園共有4幢31層住宅。住宅共有720套。海華花園於1992年10月1日開工，1995年12月落成。

## 海興廣場
海兴广场是由香港中国海外集团有限公司上海海兴房产有限公司投资，总占地面积9518m。整个海兴广场由办公楼和配套公寓組成。办公楼为28层，裙房4层，地下2层。办公楼1994年5月2日开工，1996年6月15日竣工。配套公寓位于主楼办公楼南面。公寓楼1994年2月28日开工，1996年6月22日竣工。1996年12月7日，公寓楼獲得鲁班奖。